# Crown Point (Indiana)
Crown Point ist eine City im Ross Township und Center Township des Lake County im US-Bundesstaat Indiana. Crown Point ist der Verwaltungssitz des Lake County. Die Einwohnerzahl beträgt 30.488 (Stand 2019). Die Siedlung ist Teil der Metropolregion Chicago.

## Geschichte
Am 31. Oktober 1834 waren Solon Robinson und seine Familie die ersten Siedler, die einen Claim in dem Gebiet absteckten, das später Crown Point werden sollte. Im Februar 1837 wurde Lake County gegründet, mit Liverpool als Bezirkssitz. Später im selben Jahr finanzierte Solon Robinson ein 500-Dollar-Projekt zum Bau eines neuen hölzernen Gerichtsgebäudes in Crown Point, und die Legislative war hocherfreut, es zum Sitz des Countys zu ernennen. Erst 1868 wurde Crown Point als Stadt gegründet.
Im Jahr 1878 wurde mit dem Bau eines neuen, größeren Gerichtsgebäudes und eines Uhrenturms begonnen. Dieses neue Gerichtsgebäude, das nun als „Grand Old Lady“ bekannt war, wurde im Zentrum der Stadt gebaut und wurde zum Wahrzeichen von Crown Point (weitere Erweiterungen dieses Gerichtsgebäudes wurden von 1907 bis 1928 vorgenommen). Im Wahlkampf für die Präsidentschaft der Vereinigten Staaten sprach William Jennings Bryan 1896 von den Stufen des Gerichtsgebäudes zu einer Menschenmenge.
1934 entkam der Kriminelle John Dillinger aus dem für ausbruchssicher gehaltenen Lake County Jail in Crown Point. Der Film Public Enemies (2009) von Michael Mann, welcher die Geschichte nacherzählt, wurde teilweise in Crown Point und im Lake County Jail gedreht.
Das alte Lake County Courthouse wurde 1974 in das National Register of Historic Places aufgenommen, und im Jahr darauf wurde das neue Lake County Government Center an der Nordseite der Stadt eröffnet.

## Demografie
Nach einer Schätzung von 2019 leben in Crown Point 30.488 Menschen. Die Bevölkerung teilt sich im selben Jahr auf in 87,5 % Weiße, 5,8 % Afroamerikaner, 0,1 % amerikanische Ureinwohner, 2,2 % Asiaten und 2,7 % mit zwei oder mehr Ethnizitäten. Hispanics oder Latinos aller Ethnien machten 10,0 % der Bevölkerung aus. Das mittlere Haushaltseinkommen lag bei 76.927 US-Dollar und die Armutsquote bei 5,8 %.

## Söhne und Töchter
- Harry Spencer Ross (1876–1955), Beamter und Politiker
- Jerry Ross (* 1948), Astronaut
- Blake Pieroni (* 1995), Schwimmer
- Alaina Chacon (* 1999), Volleyballspielerin
- Morgan Chacon (* 2000), Volleyballspielerin